# Антонелла Серра-Дзанетті
Антонелла Серра-Дзанетті (італ. Antonella Serra Zanetti, нар. 25 липня 1980; італійська вимова: [antoˈnɛlla ˈsɛrra ddzaˈnetti]) — колишня італійська тенісистка.
Найвищу одиночну позицію рейтингу WTA — 60 місце досягнула 30 січня 2006, парну — 47 місце — 8 травня 2006 року.
Завершила кар'єру 2009 року.
Молодша сестра Адріани Серра-Дзанетті.

## Фінали турнірів WTA

### Одиночний розряд: 1 (0–1)
| Перемога — Легенда (до/після 2009)           |
| -------------------------------------------- |
| Турніри Великого шолома (0–0)                |
| Турніри WTA Tour (0–0)                       |
| Tier I / Premier Mandatory & Premier 5 (0–0) |
| Tier II / Premier (0–0)                      |
| Tier III, IV & V / International (0–1)       |

| Результат | Ранг | Дата            | Турнір                                  | Покриття | Опонент     | Рахунок       |
| --------- | ---- | --------------- | --------------------------------------- | -------- | ----------- | ------------- |
| Поразка   | 1.   | 31 березня 2003 | Гран-прі принцеси Лалли Мер'єм, Марокко | Ґрунт    | Ріта Гранде | 2–6, 6–4, 1–6 |

### Парний розряд: 2 (2–0)
| Перемога — Легенда (до/після 2009)           |
| -------------------------------------------- |
| Турніри Великого шолома (0–0)                |
| Турніри WTA Tour (0–0)                       |
| Tier I / Premier Mandatory & Premier 5 (0–0) |
| Tier II / Premier (0–0)                      |
| Tier III, IV & V / International (2–0)       |

| Результат | Ранг | Дата           | Турнір                    | Покриття | Партнер                | Опоненти in the final              | Рахунок in the final |
| --------- | ---- | -------------- | ------------------------- | -------- | ---------------------- | ---------------------------------- | -------------------- |
| Перемога  | 1.   | 11 жовтня 2004 | Tashkent Open, Узбекистан | Тверде   | Адріана Серра-Дзанетті | Маріон Бартолі Мара Сантанджело    | 1–6, 6–3, 6–4        |
| Перемога  | 2.   | 16 травня 2005 | Istanbul Cup, Туреччина   | Ґрунт    | Марта Марреро          | Даніела Клеменшиц Сандра Клеменшиц | 6–4, 6–0             |